# Åsunden (Gotalândia Oriental)
Åsunden é um lago da Suécia, situado na Comuna de Quinda no sudeste da província histórica da Gotalândia Oriental. Tem área de 52 quilômetros quadrados e profundidade máxima de 62 metros e está a 86 metros acima do nível do mar. Está no curso do rio Stång e se liga ao lago Roxen através do Canal de Quinda, antigamente uma via de transporte de troncos e hoje uma atração turística regional.